# خديجة الرميشي
 خديجة الرميشي (ولدت في 16 سبتمبر 1989) هي لاعبة كرة قدم مغربية، تلعب في مركز الحراسة في نادي الجيش الملكي للسيدات والمنتخب النسوي.
تعتبر خديجة أكتر لاعبة مغربية وإفريقية تتويجا بالبطولات، وواحدة من أفضل الأرقام القياسية في كرة القدم المغربية ، حيث فازت بـ 33 لقب، منها 15 دوري مغربي، و 13 كأس المغرب، ودوري أبطال إفريقيا.

## مسيرتها الكروية
بدأ شغف كرة القدم عند خديجة في السن السادسة، في مدينة خريبكة، طفلة بين الأطفال تمارس رياضة تعتبر في تلك الحقبة حكرا على الذكور فقط، وهو ما يؤكده عدم وجود فريق نسوي آنذاك في عاصمة الفوسفاط.
ابنة 1989، كانت تحب كرة القدم، ولم تمنعها المضايقات من تحقيق حلمها، لتهز الرحال إلى مدينة الفقيه بن صالح، لتلعب مع النادي النسوي المحلي.
بعد تجربة في الفئات السنية مع فريق الفقيه بن صالح النسوي، عادت الرميشي إلى مسقط رأسها خريبكة، قبل أن تتوصل بعرض من نادي يوسفية برشيد، وهي في السن 17، لتلعب مع الفريق الأول.
تجربة دامت لأربع سنوات، فازت بها رفقة الفريق ببطولتي دوري وكأس العرش.
لتنتقل بعد ذلك إلى النادي البلدي العيون لمدة موسمين.
بعد تألقها مع النادي البلدي للعيون، رصدت أعين الجيش الملكي خديجة الرميشي، لتلتحق بالنادي سنة 2012، ولازالت تمارس فيه إلى حدود اليوم.

## مسيرتها الدولية
انضمت الرميشي إلى تشكيلة منتخب المغرب عام 2010. وقد لعبت معهم تصفيات التأهل لكأس الأمم الأفريقية للسيدات سنوات 2012 و 2014 و 2016 و 2018 ، لعبت أيضًا في التصفيات المؤهلة لدورة الألعاب الأولمبية عامي 2016 و2020. 
موسم 2022 كان موسم تاريخي للكرة المغربية حيث حققت مع المغرب المركز الثاني في بطولة أفريقيا للسيدات 2022، والتأهل إلى كأس العالم للسيدات لأول مرة. 
موسم 2023 كانت جزءًا أساسيا في تشكيلة كأس العالم للسيدات 2023. بعد الخسارة من ألمانيا في المباراة الأولى التي ودعت البطولة لاحقاً، نجحت خديجة الرميشي في الحفاظ على نظافة شباكها لمبارتين أمام كوريا الجنوبية (1-0) وكولومبيا بنتيجة (1-0)، ليتأهل المغرب إلى (دور الـ16) لأول مرة في تاريخه.
يوم 14 نوفمبر 2023، رشحت خديجة للفوز بجائزتي الكرة الذهبية لأفضل لاعبة وحارسة في القارة الإفريقية، بعد أدائها الكبير في كأس العالم وبلوغ دور الثمن نهائي لأول مرة فتاريخ المغرب. 

## الإنجازات
يوسفية برشيد
- البطولة الوطنية المغربية (1) : 2008
- كأس العرش (1) : 2009

 النادي البلدي للعيون
- البطولة الوطنية المغربية (2) : 2011، 2012

 الجيش الملكي للسيدات
- البطولة الوطنية المغربية (12) : 2013، 2014، 2016، 2017، 2018، 2019، 2020، 2021، 2022، 2023، 2024، 2025
- كأس العرش (12) : 2013، 2014، 2015، 2016، 2017، 2018، 2019، 2020، 2021، 2022، 2023، 2024
- الكأس المغربية الإماراتية (1) : 2016
- بطولة شمال إفريقيا (2) : 2021، 2024
- دوري أبطال إفريقيا (1) : 2022

 المغرب
- كأس إفريقيا للسيدات الوصافة : 2022
- دورة اتحاد شمال أفريقيا (1) : 2020

### فردية
- أفضل حارسة في البطولة الوطنية المغربية : 2018، 2022، 2023، 2024
- أفضل حارسة في دوري أبطال أفريقيا : 2022
- تشكيلة الموسم في دوري أبطال أفريقيا : 2022